# Bitka kod Arginuskih otoka
Arginuski otoci (grc: Ἀργινούσαι) je skupina malih otoka u Egejskom moru, na maloazijskoj obali prema otoku Lezbosu.

## Bitka kod Arginuskih otoka
Bitka kod Arginuskih otoka je jedna od najvažnijih bitaka u Peloponeskom ratu – po broju brodova (300), po broju sudionika (navodno oko 60 tisuća) i po načinu izvođenja. 
U Peloponeskom ratu spartanska flota pod zapovjedništvom Kalikratida napala je 406. pr. Kr. otok Lezbos, potukla atensku eskadru zapovjednika Konona i zauzela luku Mitilene. To je izazvalo bijes kod Atenjana, koji su u kolovozu 406 pr. Kr. krenuli u pomoć otoku Lezbosu. Saznavši za pokret Atenjana, Kalikratid je ostavio jedan dio svojih brodova ispred luke Mitilene radi promatranja, a s drugim, većim dijelom krenuo je u susret Atenjanima i napao ih kod Arginuskih otoka. Atenska flota je bila raspoređena u vrstu, sjeverno i južno od jednog Arginuskog otoka, koji je zapovjednik Atenjana Trasil iskoristio kao oslonac svojeg borbenog stroja. Kalikratid je time bio prinuđen da podijeli svoje snage i vodi dvije odvojene bitke, sjeverno i južno od tog otoka. Borbe, koje su vođene pomoću abordaža i udarima pramcem, trajale su cijeli dan. Kalikratid je poginuo i Spartanci su bili usprkos velikom otporu razbijeni. Izgubili su oko 70 brodova, a Atenjani 25 i 4000 ljudi. Ova bitka je omogućila Atenjanima da zadrže Lezbos i povrate prevlast na moru.
Ova je bitka bila prelomna u čitavom Peloponeskom ratu, jer iako su Atenjani odnijeli pobjedu oni su, na povratku zapali u veliko buru i nevrijeme što ih koštalo velikog broja žrtava. Kad su se vratili, stratezi koji su rukovodili tom ekspedicijom bili su izvedeni pred sud pod optužbom da nisu pokupili tijela žrtva koje su stradale pri povratku. Svi stratezi su osuđeni na smrt.